# Belleville-et-Châtillon-sur-Bar
Belleville-et-Châtillon-sur-Bar ist eine französische Gemeinde mit 241 Einwohnern (Stand 1. Januar 2022) im Département Ardennes in der Region Grand Est (vor 2016 Champagne-Ardenne). Sie gehört zum Arrondissement Vouziers, zum Kanton Vouziers und zum Gemeindeverband Argonne Ardennaise.

## Geografie
Die Gemeinde Belleville-et-Châtillon-sur-Bar liegt elf Kilometer nordöstlich von Vouziers am Fluss Bar. An der westlichen Gemeindegrenze verläuft das Flüsschen Fournelle, das zur Aisne entwässert. Umgeben wird Belleville-et-Châtillon-sur-Bar von den Nachbargemeinden Tannay-le-Mont-Dieu im Norden, Les Petites-Armoises im Nordosten, Brieulles-sur-Bar im Osten, Authe und Germont im Südosten, Boult-aux-Bois im Süden, Quatre-Champs im Südwesten, Noirval im Westen sowie Bairon et ses environs in Nordwesten.

## Geschichte
Am 29. Dezember 1974 wurden die beiden Gemeinden Belleville-sur-Bar und Châtillon-sur-Bar zur heutigen Gemeinde Belleville-et-Châtillon-sur-Bar vereinigt.

## Bevölkerungsentwicklung
| Jahr                       | 1962 | 1968 | 1975 | 1982 | 1990 | 1999 | 2005 | 2019 |
| Einwohner                  | 189  | 204  | 389  | 325  | 340  | 327  | 304  | 260  |
| Quellen: Cassini und INSEE |      |      |      |      |      |      |      |      |

## Sehenswürdigkeiten
- Kirche der Enthauptung des Heiligen Johannes des Täufers

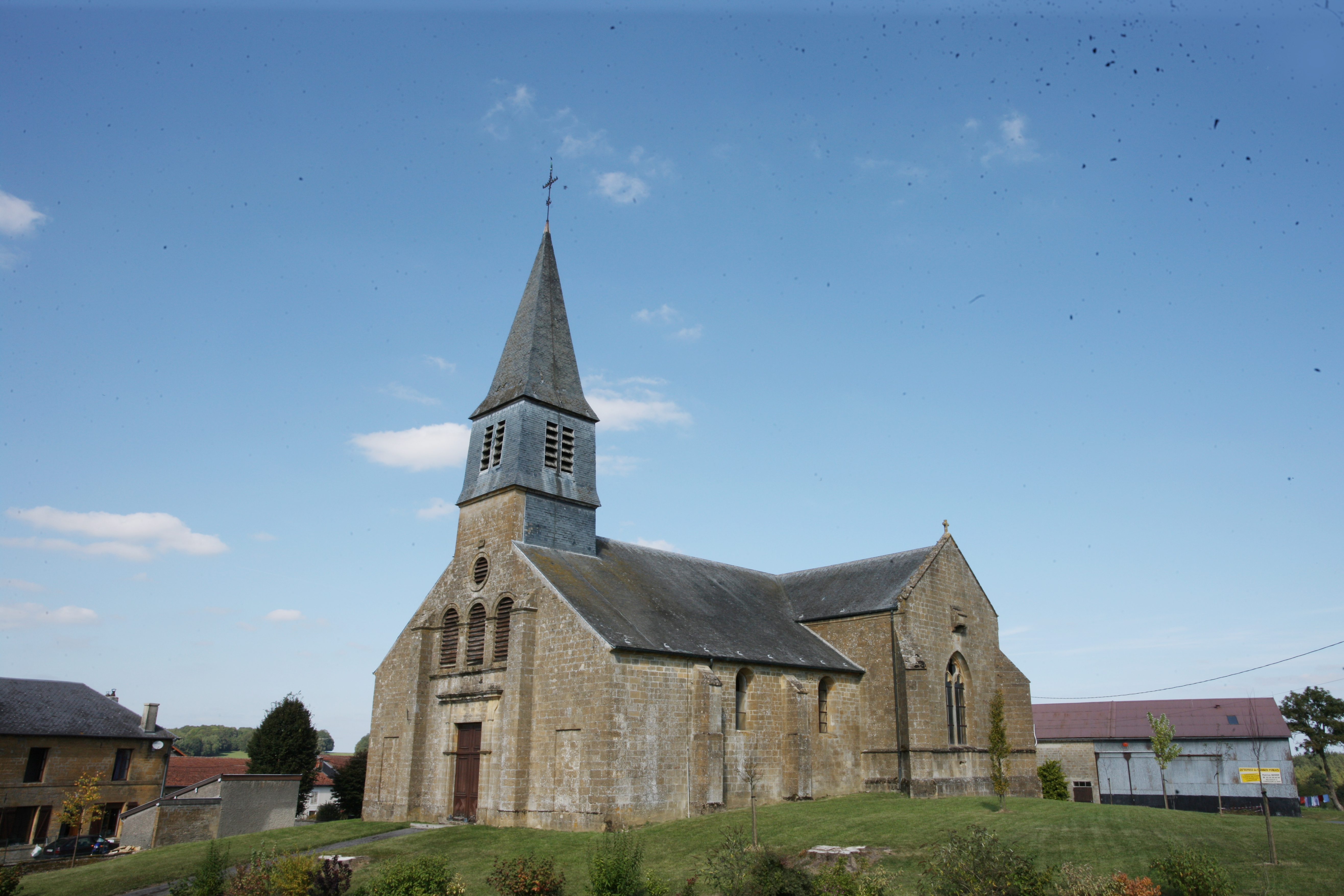
Kirche der Enthauptung des Heiligen Johannes des Täufers